# 시바타 소스케
시바타 소스케(일본어: 柴田 壮介, 2001년 5월 26일~)는 일본의 축구 선수이다.

## 구단 경력
그는 2018년 J1리그의 쇼난 벨마레에 입단했다. 2018년에 J리그컵 우승을 차지했다. 2022년부터 2023년까지 J3리그의 카탈레 도야마에서 뛰었다. 2024년 반라우레 하치노헤로 이적했다. 2024년 8월 J2리그의 이와키 FC로 이적했다.